# Fra Bartolommeo

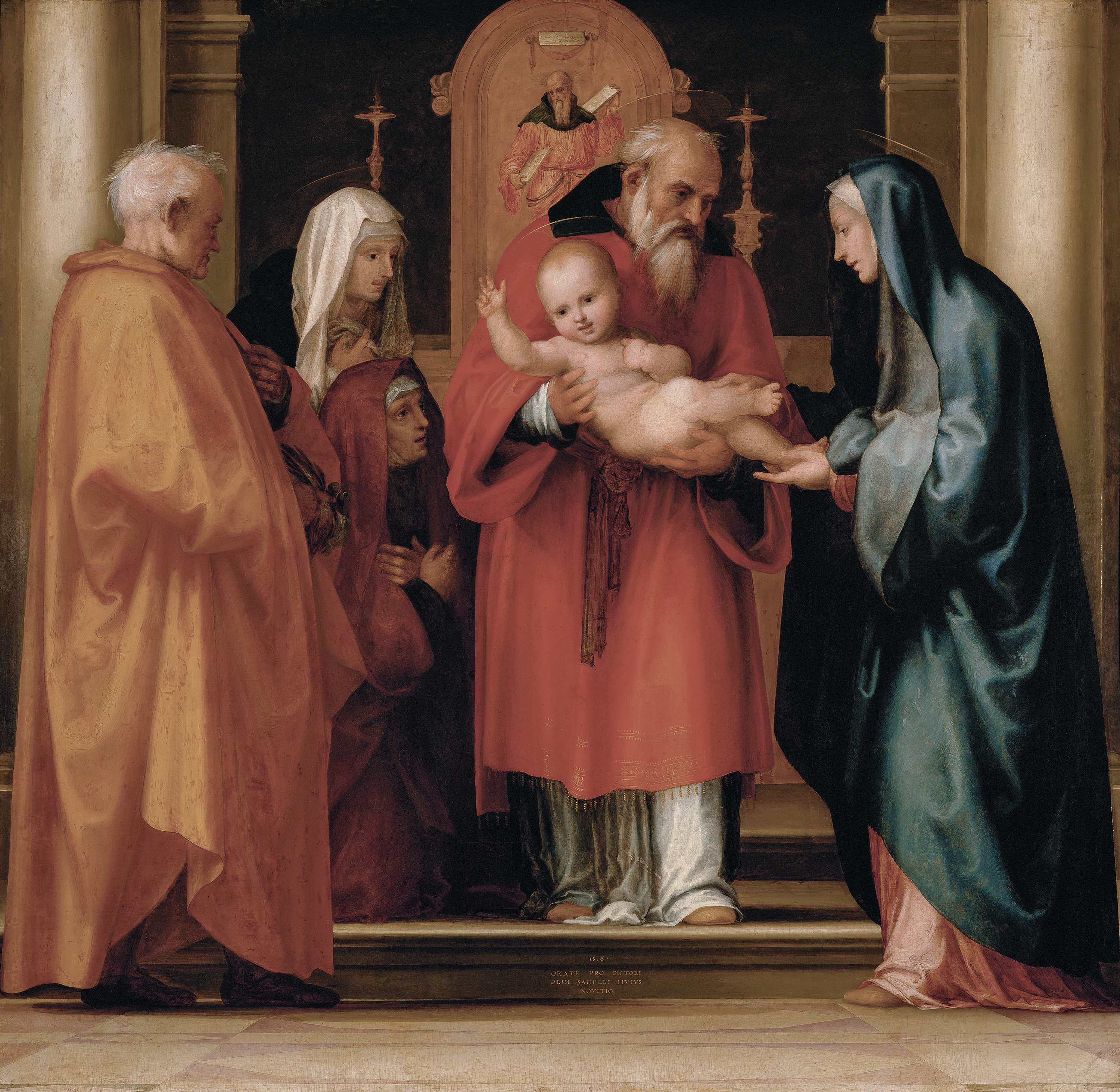
Darbringung Christi im Tempel (Gemäldegalerie Wien)

Fra Bartolommeo (* 28. März 1472 in Savignano oder Sofignano, bei Prato; † 31. Oktober 1517 in Florenz) (eigentlich Bartolommeo Pagholo del Fattorino, ursprünglich mit dem Beinamen Baccio della Porta, seit seinem Klosterleben gewöhnlich Fra Bartolommeo, auch bloß Frate genannt) war ein Maler der florentinischen Schule.

## Leben
Bartolommeo war der Sohn eines Maultiertreibers und Wagenbesitzers (italienisch Fattorino ‚Lieferent, Lastenträger‘), dessen Vater Piero ein Bauer aus Genua war. Paolo genannt Fattorino (daher der Name Bartolommeo di Pagholo del Fattorino) hatte sich 1478 in Florenz niedergelassen, wo er sich mit einer Florentinerin namens Bartolommea vermählt und ein Haus in vor der Porta San Pier Gattolino erworben hatte. Daher wurde Bartolommeo familiär als „Baccio della Porta“ bezeichnet. Kurz nach seiner Geburt starb seine Mutter und sein Vater heiratete Andrea di Michèle di Cenni da Panzano, die Witwe eines Kammerdieners aus San Donato in Poggio, die eine Tochter in die Ehe mitbrachte und vier Söhne zur Welt brachte.
1484 oder 1485 begann er bei dem Maler Cosimo Rosselli eine Ausbildung. Er schloss bald mit seinem Mitschüler Mariotto Albertinelli eine enge Freundschaft, so dass beide 1492 eine gemeinsame Werkstatt im Hause seines Vaters eröffneten. Diese Beziehung erlebte mehrere Brüche, sie trennten sich, schlossen sich erneut zusammen und trennten sich nochmals. Auslöser waren zum einen die Bußpredigten des Fanatikers Girolamo Savonarola zu dessen treuesten Anhängern Bartolommeo gehörte und andererseits ein Wandel der äußeren Verhältnisse.
1496 und 1497 verbrannte Bartolommeo all jene Bilder und Zeichnungen bei den von Savonarola inszenierten italienisch Bruciamenti delle vanità ‚Verbrennung der unanständigen Werke‘, die nach dessen Lehren nicht den streng religiösen Werten entsprachen. Am 23. Mai 1498 wurde Savonarola von seinen aufgebrachten Gegnern selbst auf den Scheiterhaufen gebracht und verbrannt. Bartolommeo ist von diesem Ereignis tief betroffen. Er übernimmt den Auftrag ein „Jüngstes Gericht“ für die Kirche Santa Maria Nuova anzufertigen, bricht diese Arbeit jedoch im Jahr 1500 ab und tritt am 26. Juli als Novize in das Dominikanerkloster zu Prato ein.

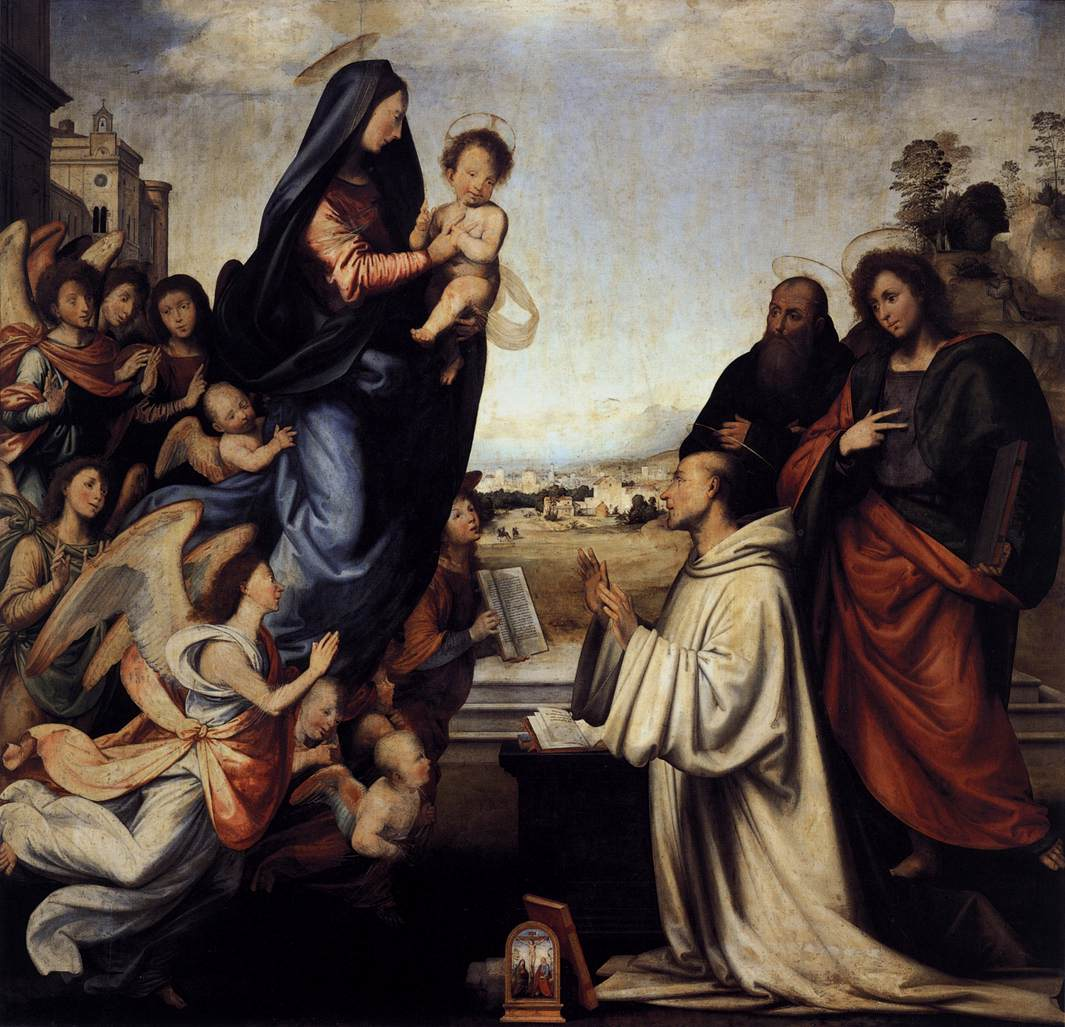
Die Erscheinung der Maria vor dem hl. Bernhard

Im Jahr 1501 kam er als „Frate Bartolommco“ zurück nach Florenz und lebte im Kloster San Marco. Seine künstlerische Tätigkeit hatte er zumindest äußerlich eingestellt, jedoch fertigte er zahlreiche Zeichnungen an. Erst 1504 widmete er sich einem neuen Auftrag für das Bild Die Erscheinung der Maria vor dem hl. Bernhard, das in die Akademie von Florenz kam. Bis zur Fertigstellung dauerte es drei Jahre. 1505 wurde er Vorsteher der Malerwerkstatt von San Marco und von 1509 bis 1512 arbeitete er wieder gemeinschaftlich mit Albertinelli, um die zahlreichen Aufträge erledigen zu können. Als Zeichen der Werkstatt wurde ein in zwei verschlungenen Ringen stehendes Kreuz gewählt. Am 3. Januar 1512 endete die Zusammenarbeit erneut.
Im April 1508 hatte Bartolommeo für einige Monate Venedig und 1514 Rom besucht, wo er sich Anregungen von Michelangelo und Raffael holte und im Juli an der Malaria erkrankt zurückkehrte. Er begab sich, begleitet von Fra Paolino und Fra Agostino auf das Landgut der Dominikaner in Pian di Mugnone. Zu Beginn des Jahres 1515 kam er nach Lucca, um seinen Freund Santi Pagnini aufzusuchen. Hier fertigte er eine große „Mater misericordiae“. In dieser Zeit erhielt er eine Einladung des französischen Königs Franz nach Paris zu kommen, der er aber nicht entsprach. Am 4. Oktober 1515 hielt er sich erneut in Pian di Mugnone auf, wurde am 30. November von Papst Leo X. in seiner Werkstatt in San Marco besucht und weilte im Sommer 1517 nach einem erneuten Malariaanfall wieder auf dem Landsitz und verstarb im Herbst des Jahres.

## Bedeutung und Werk
Bartolommeos Bedeutung liegt in der auf Größe des Stils gerichteten Komposition; kraftvolles Kolorit, keusche Formengebung, ernster Ausdruck bei beschränkter Phantasie kennzeichnen seine Werke. Er hat Einfluss auf Raffael und Andrea del Sarto ausgeübt. Außerdem war er ein gründlicher Zeichner, von dem noch eine Menge von Studien existiert.
Das Hauptwerk seiner ersten Periode ist das Fresko des Jüngsten Gerichts auf dem Friedhof von Santa Maria Nuova, jetzt im Museum des heiligen Hospitals zu Florenz (1498–99). Um 1509 malte er Gott-Vater in der Himmelsglorie, unten Magdalena und Katharina (Museo Nazionale di Villa Guinigi in Lucca). 1511 schuf er Die Verlobung der heiligen Katharina, die heute im Louvre, 1512 eine andere Verlobung der heiligen Katharina im Palazzo Pitti in Florenz.

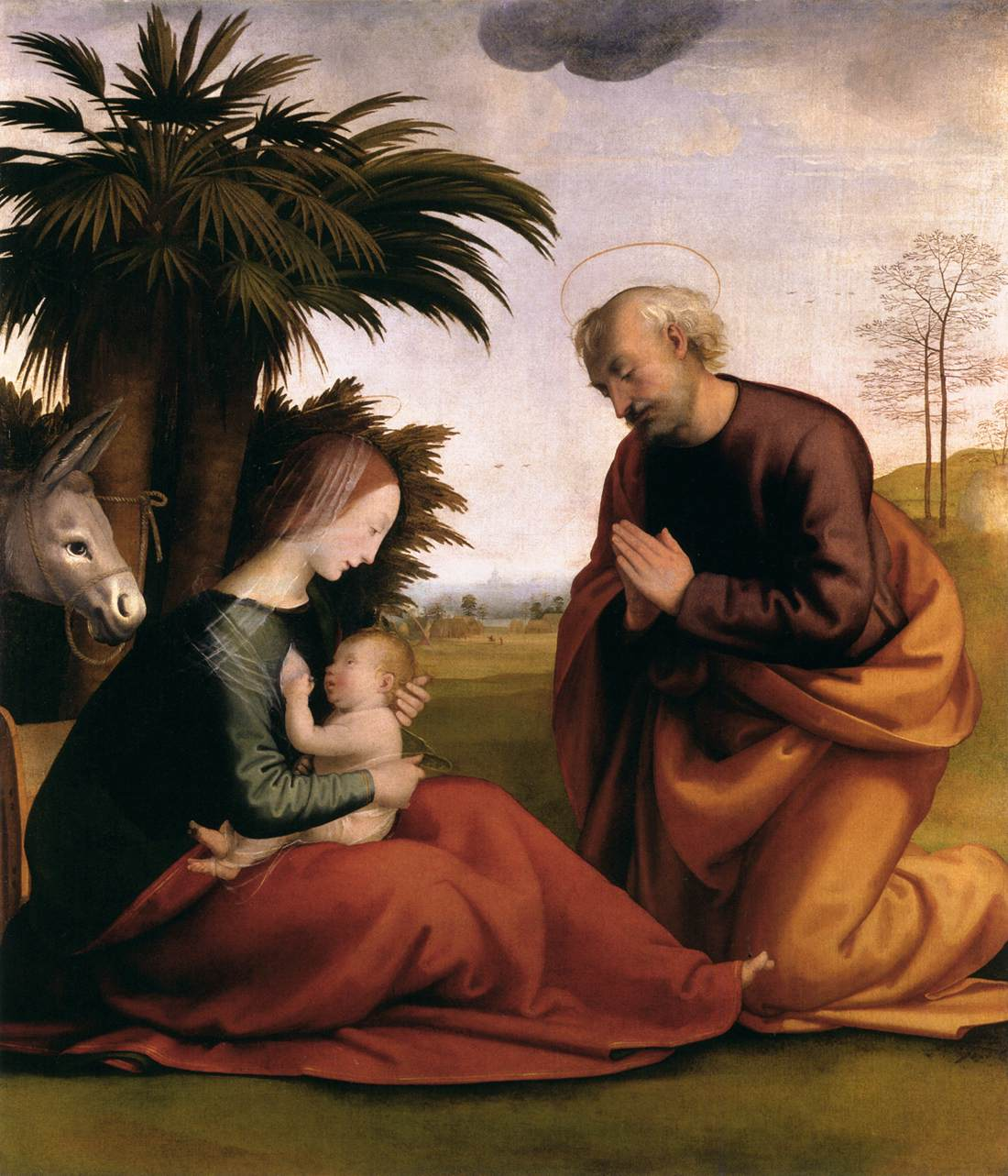
Die Flucht nach Ägypten

Während seiner Krankheit 1514 entstand die Madonna in Fresko im Hospital der Dominikaner zu Pian di Mugnone. Aus den Jahren 1515, 1516 und 1517 stammen Bartolommeos vollendetste Schöpfungen: die Madonna in San Romano zu Lucca und die Verkündigung im Louvre (1515), die Auferstehung Christi und die Kreuzabnahme in der Galerie Pitti, die heilige Familie in der Galerie Corsini zu Rom und die Himmelfahrt Mariae im Museum Neapel (1516); in das Jahr 1517 fällt das Wandbild Christus als Gärtner vor Magdalena in Pian di Mugnone. Gemälde von ihm befinden sich heute unter anderem im Kunsthistorischen Museum Wien, in der Galerie Panshanger in England und im Berliner Museum.